# Навчально-виховний комплекс № 37 (Кам'янське)
Комунальний заклад "Ліцей № 37 імені Максима Самойловича" Кам'янсько́ї міської ради — загальноосвітній навчальний заклад І-ІІІ ступеня Кам'янської міської ради Дніпропетровської області.

## Історія

Середня школа №37, м.Дніпродзержинськ, 1958 рік

Комунальний заклад "Середня загальноосвітня школа №37", м.Дніпродзержинськ, 2011 рік

1 вересня 1958 року — школа відкрила двері для перших учнів. Газета «Серп и молот», багатотиражка Дніпродзержинського азотно-тукового заводу (зараз ПАТ «Дніпро-Азот» [Архівовано 10 листопада 2016 у Wayback Machine.]), за 1 вересня 1958 року написала: «Ещё один хороший подарок получили учащиеся. 1 сентября впервые прозвенит звонок в новой школе № 37, рассчитанной на 880 мест. Утром здесь будут заниматься дети, а во вторую смену — вечерняя школа рабочей молодежи № 3. Среди учащихся вечерней школы аппаратчики, машинисты, слесаря завода». Педагогічний колектив школи очолив Журавель Павло Спиридонович.
1968 рік — середню школу очолив Данчук Володимир Михайлович.
1976 рік — колектив школи поповнили учні та вчителі 1-3 класів восьмирічної школи № 29, будівля якої була передана Фізкультурному технікуму.
1979 рік — середню школу очолила Чернівецька Галина Олександрівна.
1983 рік — реконструкція першого поверху школи: перенесення їдальні з підвального приміщення на перший поверх школи.
1995 рік — середню школу очолила Баранова Віра Іванівна.
1996 рік — школа почала навчати та соціалізувати дітей з Притулку для дітей служби у справах дітей Дніпродзержинської міської ради , що відкрився поруч зі школою.
1998 рік — СЗШ № 37 включено до складу освітнього округу «Прометей» (пілотний проект регіональної інтегрованої системи освіти міста Дніпродзержинська);
- до 40-річчя школи в актовій залі було створено музейну експозицію з історії школи.

2003 рік — до 45-річчя школи створено музейну кімнату історії школи;
8 створено дитячі організації «Веселкова країна», яка охопила учнів початкової школи, та «САПФІР» (союз активних підлітків — фантазерів, ініціаторів, романтиків) — організація старшокласників
2008 рік — вперше відкрито 10-й профільний клас (профільний предмет «Правознавство»)
2010 рік, жовтень — вийшов з друку перший номер шкільної газети «Клас»
2011 рік — започатковано спільний проект управління освіти і науки Дніпродзержинської міської ради, СЗШ № 37 та Притулку для дітей служби у справах дітей Дніпродзержинської міської ради «Активний вихованець, творчий учень, свідомий громадянин»
2012 р.:
- СЗШ № 37 включено до складу освітнього округу «Профорбіта».
- СЗШ № 37 стала експериментальним майданчиком в експерименті «Педагогічна майстерня впровадження здоров'я збережувальних технологій в екологічному освітньому просторі Дніпродзержинського регіону»;
- учні СЗШ № 37 взяли участь в обласному науково-педагогічному проекті «Школа, відкрита для всіх»[5]

2013 рік, листопад — середню школу очолила Гончар Наталія Миколаївна.
2014 рік — школа розпочала участь у Всеукраїнському проекті «Електронна атестація педагогічних працівників»
2015 рік:
- розпочато роботи по реконструкції окремо стоячої будівлі майстерень школи під приміщення дошкільного відділення (3 групи на 60 місць) за рахунок коштів обласного та міського бюджетів.
- стали учасниками соціального професійно зорієнтованого педагогічного проекту регіонального рівня «Формування життєвих компетентностей особистості в інтересах сталого розвитку засобами технологічної освіти»
- розпочали діяльність в рамках регіонального педагогічного проекту військово-громадянського спрямування «Обороноздатність держави — це ефективний освітній менеджмент підготовки майбутніх воїнів на уроках предмету «Захист Вітчизни»
- вересень — відкрито проектні класи, в яких першокласники розпочали навчання за новою  програма «Інтелект України»[7], та за програмою «Росток»[8].

2016 рік:
- березень — учні та вчителі школи залучилися до спільного польсько-українського освітнього проекту «Класна школа»Польсько-український освітній проект «Класна школа» [Архівовано 13 березня 2022 у Wayback Machine.]
- квітень — початок термомодернізації школи відповідно до програми грантового фінансування проектів з підвищення енергоефективності Північної Екологічної Фінансової Корпорації НЕФКО[9]
- серпень — середня школа № 37 отримала статус «Навчально-виховний комплекс».

2017 рік - Рішенням Кам'янської міської ради за фінансової підтримки Обласної державної адміністрації 12 вересня для маленьких здобувачів освіти відкрилось дошкільне відділення "Квіточка".
2018 рік:
- Рішенням Кам’янської міської ради від 25 квітня комунальному закладу «Навчально-виховний комплекс №37» Кам’янської міської ради присвоєно ім’я Максима Самойловича.
- 12 вересня - відкриття кімнати-музею "Герої не вмирають" імені Максима Самойловича"

## Директори школи
- Журавель Павло Спиридонович — учасник Великої Вітчизняної війни, нагороджений 5 бойовими орденами та 17 медалями, географ за фахом — 1958—1968 роки
- Данчук Володимир Михайлович — учитель історії — 1968—1979 роки
- Чернівецька Галина Олександрівна — спеціаліст вищої категорії, вчитель-методист,«Відмінник народної освіти УСРС», вчитель німецької та англійської мов — 1979—1995 рр
- Баранова Віра Іванівна — спеціаліст вищої категорії, вчитель-методист, «Відмінник освіти України», вчитель російської мови та зарубіжної літератури — 1995-2013 рр
- Гончар Наталія Миколаївна — спеціаліст вищої категорії, вчитель-методист, «Відмінник освіти України», вчитель математики — з листопада 2013 року.

## Участь у Міжнародних виставках, конкурсах, форумах
2012 рік — V Міжнародна виставка «Довкілля — 2012»
2013 рік — VI Міжнародна виставка «Довкілля — 2013»
2014 рік
- VII Міжнародна виставка «Довкілля — 2014»;
- VI Міжнародний форум «Інноватика в сучасній освіті»

2015 рік
- VIII Міжнародна виставка «Довкілля — 2015»;
- VII Міжнародний форум «Інноватика в сучасній освіті»

2016 рік
- Міжнародна виставка «Сучасні заклади освіти — 2016»;
- VIII Міжнародний форум «Інноватика в сучасній освіті»

## Наші досягнення
2007 рік — учитель правознавства Світлана Анатоліївна Антіпова стала переможницею обласного туру та дипломанткою Всеукраїнського туру конкурсу «Учитель року» у номінації «Правознавство», лауреат обласної педагогічної премії.
2015 рік — Диплом за активне впровадження інноваційних технологій у процес навчання і виховання (VII Міжнародний форум «Інноватика в сучасній освіті»)
2016 рік
- Диплом за презентацію досягнень і впровадження педагогічних інновацій у навчальний освітній простір — (Міжнародна виставка «Сучасні заклади освіти — 2016»);
- Диплом — срібна медаль у номінації «Пошуково-дослідницькі підходи у вивченні навчальних дисциплін в умовах становлення інформаційного суспільства» — вчитель історії та правознавства Антіпова Світлана Анатоліївна — (Міжнародна виставка «Сучасні заклади освіти — 2016»);
- Диплом за активну участь в інноваційній освітній діяльності — (VIII Міжнародний форум «Інноватика в сучасній освіті»),
- Сертифікат лауреат І ступеня у номінації «Інноваційні підходи до вивчення англійської мови в навчальному закладі» — вчитель англійської мови Сербіна Анастасія Олегівна — (VIII Міжнародний форум «Інноватика в сучасній освіті»).

2017 рік:
- Перемога у IX Міжнародному фестивалю педагогічних інновацій - практичний психолог Богданович Анна Василівна,

## Наші випускники
Навчальний заклад дав путівку в життя і тим хто сьогодні продовжує творити історію нашої школи:
- Захарченко Ельвіра Миколаївна, заступник директора з навчально-виховного процесу, класний керівник 3-І класу;
- Євдокімова Вікторія Вікторівна, вчитель початкової класів, класний керівник 4-І класу;
- Євдокимова Лариса Вікторівна, вчитель початкових класів, класний керівник 3-А класу;
- Рядська Ірина Григорівна, вчитель початкових класів, класний керівник 2-Р класу;
- Корнієнко Анатолій Павлович, викладач фізики в НВК №37, викладач методист;
- Слюсар Юлія Костянтинівна, вчитель української мови та літератури, класний керівник 9-Б класу;
- Донченко Юлія В'ячеславівна, вчитель інформатики, класний керівник 8-В класу;
- Швець Валерія Вікторівна, вчитель англійської мови, класний керівник 9-А класу.

Школа пишається багатьма випускниками, серед яких:
- Торохтій Анатолій Прокопович, доктор математичних наук, працює в Аделаїдеському університеті професором математики (Південна Австралія);
- Сафонова Ірина Вікторівна, директор СЗШ №28;
- Уварова Ірина Володимирівна, заслужений журналіст, працює в газеті «Панорама Азоту»;
- Єфремова Людмила Сергіївна, директор НВК №13;
- Сівук Людмила Єфимівна, гросмейстер міжнародного класу, директор ДЮСШСК «Промінь»,
- Євстратіков Денис Дмитрович, вчитель історії та Захисту Вітчизни;
- Сінякова Анастасія Романівна, вчитель початкових класів;
- Самойлович Максим Олександрович (11.08.1980 – 12.09.2016 рр), військовослужбовець 2-ї роти 37-го окремого мотопіхотного батальйону 56-ї окремої мотопіхотної бригади Сухопутних військ Збройних Сил України, молодший сержант. Загинув під час обстрілу з САУ 2С1 «Гвоздика» позицій українських військових поблизу села Чермалик Волноваського району Донецької області. Нагороджений орденом «За мужність» III ступеня (10.03.2017; посмертно), пам'ятним знаком мера міста Кам'янське - нагрудним знаком «Захисник України» (11.10.2016; посмертно). Рішенням Кам'янської міської ради від 25 квітня 2018 року комунальному закладу «Навчально-виховний комплекс №37» Кам’янської міської ради присвоєно ім’я Максима Самойловича.